# Folkemødet
Folkemødet er et politisk arrangement, der har fundet sted siden 2011 i Allinge på Bornholm i fire dage i midten af juni. Formålet er at samle alle interessegrupper og enkeltpersoner med interesse for demokrati på tværs af politiske partier og holdninger.
Folkemødet er inspireret af Almedalsveckan, der bliver afholdt på Gotland i Sverige i uge 27.
Når formænd for Folketingets partier taler fra hovedscenen, er det ikke tilladt at arrangere andet på Folkemødet.

## Organisering
De første Folkemøder var oprettet som et kommunalt projekt af Bornholms Regionskommune.
Mødet har været organiseret i et Folkemødesekretariat fra Ullasvej i Rønne. 
Den 1. maj 2016 bestemte kommunalbestyrelsen at lade Foreningen Folkemødet overtage mødet  i efteråret 2016.
Festivalleder er Jette Lykke, og i Foreningen Folkemødets bestyrelse sidder Connie Hedegaard, Bruno Månsson, Mikkel Marschall Kok, Michael Valentin, Vibe Klarup Voetmann og Winni Grosbøll.

## Forløb
Folkemødet afholdes i fire dage i midten af juni i Allinge.
Der er officiel åbning fra hovedscenen torsdag eftermiddag og officiel afslutning søndag eftermiddag. I den tid får Folketingets partier stillet en halv time til rådighed på hovedscenen. 
I den halve time er der intet andet på programmet.
Partierne må selv bestemme, hvordan de vil udnytte den halve time på hovedscenen, men de lader gerne deres partileder holde tale.
Alternativet har indledt partilederens tale med fællesdans.
Folketingets største partier får de mest attraktive tider fredag og lørdag, mens Folketingets mindste partier må nøjes med søndag eller torsdag.
Indimellem kan man som arrangør blive programsat — forudsat at man har et fysisk sted for afholdelsen af sit arrangement. Arrangørerne kan være et lovligt dansk parti, en forening, en anden virksomhed eller en privatperson. Arrangementerne må hverken "være i konflikt med demokratiske principper, som beskrevet i grundloven, og andre danske love", "være af kommerciel karakter eller virke anstødeligt".
De er gratis og spænder fra foredrag, paneldebatter, quiz og workshop.
Deltagere kan også overvære tv og radio-optagelser.
De fleste events finder sted i midlertidige telte, men permanente bygninger i Allinge inddrages også som Altinget.dks Grønbechs Hotel, den gamle brandstation på Havnegade 51, Allinge Bibliotek og Gæstgiveren. Private hjem anvendes også, som da KUNSTEN i 2016 udstillede kunstværker i en privat dagligstue.
Nordlandshallen anvendes som pressecenter.
Derudover fyldes Allinge Havn op med skibe, der også benyttes til events.
For at hjælpe deltagerne med at finde rundt har Folkemødet et søgbar website, får trykt en avis og har udviklet en app til smartphones.

## Historie

### 2010erne

#### 2011
Indenrigsminister Bertel Haarder og Hovedstadens regionsrådsformand, Vibeke Storm Rasmussen, havde i 2010 været i Visby til Almedalsuge, og i juli foreslog Haarder et tilsvarende dansk møde. 
Det var hans idé at det skulle være "en blanding af sommerhøjskole, Roskilde Festival og politiker-dyreskue".
Storm Rasmussen og Bornholms Regionkommunes borgmester Winni Grosbøll fulgte umiddelbart op på Haarders opfordring,
så sammen med Bornholms Kommune offentliggjorde Haarder i december 2010 den danske pendant,
der derefter blev afholdt fra den 15. til 18. juni 2011.
Det var støttet med en halv million fra landdistriksmidlerne som et engangsbeløb.
Samtlige partiledere varslede deres ankomst.
Det havde omkring 10.000 besøgende, som havde overværet mindst et af de 235 arrangementer.
I begyndelse var der er del skepsis: "om danskerne i almindelighed vil benytte sig af muligheden for at omgås meningsdannere og beslutningstagere",
og Ekstra Bladets chefredaktør, Poul Madsen beskrev det som "en politisk lejrskole for politikere, spindoktorer og journalister" i Ekstra Bladet den 19. juni 2011.
Dagen efter skrev Karen Thisted i samme blad, at Folkemødet på Bornholm var for "komisk", "tåbeligt" og "latterligt".
Dansk Folkepartis formand Pia Kjærsgaard foreslog få dage efter det første arrangement, at Folkemødet fremover skulle afholdes forskellige steder i landet. Det blev afvist af Bornholms borgmester, der allerede havde fastlagt datoerne for Folkemødet i 2012.
I 2011 besøgte Bornholms borgmester Winni Grosbøll og enkelte fra Bornholms Regionskommune Almedalsveckan for at se, hvordan arrangementet foregik i Sverige.[kilde mangler]

#### 2012
I 2012 blev det afholdt fra den 14 til 17. juni. Det havde 27.000 besøgende og mere end 700 politiske arrangementer.
Nogle af de politiske arrangementer stod kunstneren Jens Galschiøt for, som er leder af Aidoh. Han var der med flygtningeskibet M/S Anton og freedom to pollute skulpturerne.[kilde mangler]

#### 2013
Folkemødet var i 2013 den 13. til 16. juni. Det blev holdt i Allinge. Der deltog ca. 60.000. Der kom flest på 3. dagen. Den dag var der ca. 24.000 deltagere.

#### 2014
Folkemødet blev i 2014 afholdt i Allinge den 12. - 15. juni. Der var primo maj tilmeldt 1.773 arrangementer, hvilket var en stigning på 40 %.
Under Folkemødet trængte et russisk militærfly ind i dansk luftrum,
og Forsvarets Efterretningstjeneste vurderede at russiske fly deltog i "simulerede missilangreb".

#### 2015
Folkemødet 2015 var fra den 11. juni til den 14. juni og var præget af godt vejr, fravær af en del politikere på grund af det forestående Folketingsvalg og ståhej omkring Geert Wilders' deltagelse.
Det var samlet 2.724 arrangementer og events, afviklet af 767 arrangører.
Folkemødet faldt sammen med NATO-øvelsen BALTOPS i Østersøen, og om torsdagen fløj en V-22 Osprey hen over Allinge og om lørdagen to larmende B-52 bombefly.
Mens det fra Værnsfælles Forsvarskommando blev hævdet at "Det har været helt rutinemæssigt og planlagt" og "Det er tilfældigt, at de flyver over Bornholm under Folkemødet",[kilde mangler] blev det af andre udlagt som et "show of force" og svar på den russiske overflyvning i 2014.

#### 2016
I 2016 fandt Folkemødet sted fra 16. til 19. juni i Allinge. Fredagen var plaget af massivt regnvejr, og kun 20.000 gæstede mødet. Dagen efter slog Folkemødet besøgsrekord, da ca. 40.000 havde besøgt de mange aktiviteter: En fremgang på 5.000 fra lørdagen året før. 
Det politiske netværksfirma Samuelsen havde indbudt de russiske feministiske punkere Pussy Riot, der blev interviewet fra hovedscenen af Martin Krasnik.
Både DR og TV 2 transmitterede fra ganske store scener i Allinge Havn.
I alt kom omkring 140 politikere, hvoraf de 21 var borgmestre. 685 journalister var officielt akkrediteret til Folkemødet. De kunne boltre sig på 24 mødesteder, 8.600 m2 telt fordelt på 195 telte. Der var 2.951 tilmeldte arrangementer fordelt på 854 arrangører. Henholdsvis syv og ti procent flere rejsende kom med fly og færge til Bornholm, ligesom der til det ekstra personale fra Politiet var blevet chartret krydstogtskibet Viking Cinderella til transport og overnatning.
På Folkemødet afslørede Kulturminister Bertel Haarder vinderen af konkurrencen om det nye danske ord for "public service". 
Han havde udvalgt blandt andet ordene "Almentjeneste", "Folkelig Oplysning" og "Fællesformidling" til konkurrence.
Til Haarders ærgrelse blev vinderen af det nye ord Dansk Kunstnerråd som havde foreslået ordet "public service".

#### 2017
Folkemødet i 2017 fandt sted i Allinge i uge 24 (15. - 18. juni).
Til begivenheden skrev Bertel Haarder Folkemødesang 2017 med førstelinjen "I Allinge bli'r Folkemødet holdt for syv'nde gang".

#### 2018
Folkemødet i 2018 fandt sted i Allinge i uge 24 (14. - 17. juni).

#### 2019
Folkemødet i 2019 fandt sted i Allinge i uge 24 fra torsdag den 13. juni til søndag den 16. juni og faldt sammen med fejringen af Dannebrogs 800 års jubilæum, lørdag den 15. juni, og regeringsforhandlingerne efter Folketingsvalget 2019.
Mens fungerende statsminister Lars Løkke Rasmussen deltog i Dannebrogs fejring på Rådhuspladsen i København,
leverede Venstres næstformand Kristian Jensen partiets tale lørdag eftermiddag. 
Uvejr afbrød dog denne tale.
Tordenvejr og betydelige regnmængder lørdag aften medførte også at telte kollapsede eller blev skyllet væk og adskillige unge mennesker måtte evakueres.
Fredagen fik besøg af et skønnet tal på 42.000 gæster.

### 2020erne

#### 2020
Den 3. april 2020 meldte Foreningen Folkemødet ud, at årets folkemøde ville blive aflyst som følge af restriktionerne over for corona-pandemien. Dagen inden (den 2. april) var det tilsvarende Almedalsugen i Sverige også begrundet af coronakrisen ligeledes blevet aflyst.

#### 2021
Tekst mangler, hjælp os med at skrive teksten

#### 2023
Tekst mangler, hjælp os med at skrive teksten

#### 2024
Tekst mangler, hjælp os med at skrive teksten

## Folkemødets Dialogpris
Siden 2013 er der på Folkemødet uddelt en dialogpris.
Ud over folkemødets sekretariat står Dansk Folkeoplysnings Samråd, Dansk Ungdoms Fællesråd og den kommercielle Folkemøde-scene MeningsMinisteriet (drevet af LEAD Agency) bag prisen. Deltagerne på Folkemødet kan nominere en politiker. Vinderen udpeges af en jury og udpeges om søndagen. 

### Vindere
- 2013 – Esben Lunde Larsen (V)
- 2014 – Pia Olsen Dyhr (F)
- 2015 – Ida Auken (R)
- 2016 – Uffe Elbæk (Å)[36]
- 2017 – Liselott Blixt (O)
- 2018 – Jacob Mark  (F)[37]
- 2019 – Christina Krzyrosiak Hansen   (A)[38]
- 2021 – Aaja Chemnitz Larsen